# Бабино (Черновицкая область)
Бабино (укр. Бабине) — село в Вашковецкой городской общине Вижницкого района Черновицкой области Украины.
Население по переписи 2001 года составляло 787 человек. Почтовый индекс — 59226. Телефонный код — 3730. Код КОАТУУ — 7320583002.